# Manzarek-Krieger
Manzarek–Krieger var et amerikansk rock band grundlagt i 2002 af de to tidligere medlemmer af The Doors, Ray Manzarek og Robby Krieger.